# Административно деление на Австралия
Австралийският съюз (англ. Commonwealth of Australia) е федерация от щати и територии. Те са второто ниво на управление в Австралия, разположени между нивата на федералното и местното управление.
Страната се състои от шест щата: Нов Южен Уелс, Виктория, Куинсланд, Западна Австралия, Южна Австралия и Тасмания. Те запазват известна степен на суверенитет, като наследници на предишните австралийски колонии. Щатите имат свои собствени парламенти, способни да издават закони.
Две от трите вътрешни територии, Северната територия и Австралийската столична територия (АСТ), функционират в действителност като щати. АСТ и Северната територия притежават свое собствено ниво на самоуправление чрез своите законодателни събрания, но вместо това извличат своята власт от Съюза. Третата вътрешна територия, Джървис Бей, е територия сама по себе си и е резултат от сложните отношения на Австралия със столицата. Вместо да има същото ниво на автономия като щатите и другите две вътрешни територии, Джервис Бей услуги, предоставяни по споразумение от Нов Южен Уелс и АСТ.
Австралия също така се състои и от седем външни територии. Те не включват австралийската собственост, но въпреки това са под австралийски суверенитет. Само три от тях имат постоянно население и в резултат на това всички те са пряко администрирани от Федералния департамент за инфраструктура, регионално развитие и градове (или Министерството на околната среда и енергетиката в случая на Австралийската антарктическа територия). Остров Норфолк е частично самоуправляващ се, докато това не е отменено през 2015 г.

## Щати, територии и външни територии

### Щати
1. Виктория – Мелбърн
2. Западна Австралия – Пърт
3. Куинсланд – Бризбън
4. Нов Южен Уелс – Сидни
5. Тасмания – Хобарт
6. Южна Австралия – Аделаида

### Континентални територии
1. Австралийска столична територия – Канбера
2. Северна територия – Даруин
3. Територия Джървис Бей

### Външни територии

#### Обитаеми
- остров Норфолк
- Кокосови острови
- Коледен остров

#### Необитаеми
- Острови Ашмор и Картие
- Острови в Коралово море
- Острови Хърд и Макдоналд
- Австралийска антарктическа територия (териториална претенция, непризната от други държави)